# Tesalia
Tesalia est une municipalité située dans le département de Huila, en Colombie.